# 恰凯里
恰凯里（Chakeri），是印度北方邦Kanpur Nagar县的一个城镇。总人口8580（2001年）。

## 人口
该地2001年总人口8580人，其中男性4727人，女性3853人；0—6岁人口1109人，其中男668人，女441人；识字率83.65%，其中男性为84.64%，女性为82.43%。